# Gustave Frédérix
Gustave Frédérix (1834-1894) a été pendant trente ans un célèbre critique théâtral belge du XIXe siècle, appelé le « Francisque Sarcey bruxellois », ami d'Émile Deschanel et Victor Hugo, qui voyageait avec sa famille.

## Biographie
Après des études musicales dans sa ville natale de Liège, Gustave Frédérix devient journaliste. En 1859, à la fin de la période la plus dure de l'Empire de Napoléon III, et après avoir écrit un grand nombre de feuilletons pour le quotidien bruxellois L'Indépendance belge, l'écrivain Émile Deschanel fut autorisé à rentrer en France. Ce fut un Belge, qui, sur sa recommandation, fut admis à prendre sa place dans ce journal, par l'entremise duquel il fait la connaissance de Victor Hugo. Le quotidien est alors repris dans le monde entier, jusqu'aux États-Unis, Hugo citant dans une lettre de 1863 des reprises d'articles d'Émile Deschanel jusqu'en Californie.
Entre mai et juillet 1861, Victor Hugo vient en Belgique afin d’étudier la région de Waterloo, un des décors des Misérables qu’il achève le 30 juin à l’hôtel de Colonnes à Mont-Saint-Jean. L’énorme roman est publié en mars 1862 à Bruxelles par l’éditeur Lacroix et Verboeckhoven. Le succès est rapide en Belgique et ailleurs en Europe. Annoncé à Paris, au théâtre de l'Ambigu, il est interdit le 15 août par le gouvernement français, malgré l'empereur disposé à plus d'indulgence. Un banquet à son honneur est alors organisé dans la capitale belge.
"Un des plus excellents écrivains de la presse belge et française, Gustave Frédérix, a publié, en 1862, sur le banquet de Bruxelles, de remarquables pages qui eurent alors un grand retentissement et qui seront consultées un jour, car elles font à la fois partie de l'histoire politique et de l'histoire de notre temps", écrira le poète français.
Le feuilleton à quatre suites publié par Gustave Frédérix dans L'Indépendance belge des 5, 12, 20 septembre et le 2 octobre de 1865 constitue un  complément du carnet de Victor Hugo de 1865, lorsqu'il voyage à nouveau en Belgique, en compagnie du critique théâtral.
Il est inhumé au cimetière de Bruxelles à Evere.